# Veo Veo
Veo Veo (em português, O Que Você Vê?) é um curta-metragem paraguaio de 2019, escrito e dirigido por Tania Cattebeke. No enredo do filme, durante a guerra civil paraguaia de 1947, uma garota faz uma amizade improvável com um garoto do partido político oposto. Apesar do perigo de seu vínculo, eles aprendem que as cores vermelho e azul definem mais do que apenas sua lealdade na guerra. O filme teve sua estreia mundial na competição de curtas do Festival de Havana, em Cuba. 

## Seleções
O filme foi selecionado em diversos festivais dedicados ao cinema latino-americano. Entre eles, o Festival de Huelva, onde ganhou o prêmio de Melhor Curta Ibero-americano. Outros seleções incluem o Chicago Latino Film Festival, Festival de Cinema de Caruaru, Watersprite Film Festival, Festival de Havana e outros. 